# Klausenhöhle
Die Klausenhöhle ist eine natürliche Karsthöhle nahe der niederbayerischen Marktgemeinde Essing im Landkreis Kelheim in Bayern.

## Beschreibung
Sie ist eine öffentlich zugängliche Höhle im Altmühltal. Die ca. 330 Meter lange Höhle im Jurakalk befindet sich zwischen 25 und 55 Meter über der Talsohle. Die Höhle besteht aus mehreren dicht beieinander liegenden Felsnischen in vier unterschiedlichen Höhenlagen. Als archäologische Fundplätze werden sie (von unten nach oben) in die Untere Klause, die Klausennische sowie die Mittlere und die Obere Klause unterschieden. Von der Mittleren zur Oberen Klause gibt es einen Verbindungsgang, den sogenannten Kamin.
Die Klausenhöhle sind vom Bayerischen Landesamt für Umwelt als wertvolles Geotop (Geotop-Nummer: 273H003) ausgewiesen.

## Forschungsgeschichte
Von 1900 bis 1908 grub der Lokalforscher Joseph Fraunholz in den Höhlen. Er war hauptberuflich Rentamtmann, hatte sich jedoch große Verdienste um die Erforschung vieler Fundstellen im Naab- und Altmühltal erworben. Zwischen 1905 und 1908 erstellte er eine Stratigraphie in Nische B der Oberen Klause, die vom Moustérien bis in historische Zeiten reichte. Als die Brauerei Wiedemann aus Neuessing im Jahre 1908 zur Anlage einer „Grotten-Schänke“ in der Oberen Klause weitere Aushübe im Höhlensystem durchführte, war der zu dieser Zeit als Privatdozent in München tätige Ferdinand Birkner anwesend. Von ihm wurden Schichten der späten Würm-Kaltzeit (Magdalénien) sowie Scherben und Knochen aus den oberen, holozänen Schichten erkannt.
Der aus Regensburg stammende Prähistoriker Hugo Obermaier (Institut de Paléontologie Humaine, Paris) regte weitere Ausgrabungen 1912 und 1913 an, bei der neben ihm Ferdinand Birkner, Joseph Fraunholz, Gero von Merhart und Paul Wernert beteiligt waren.
Weitere Untersuchungen in und vor der Unteren Klause sowie in der Mittleren Klause fanden 1960 und 1961 durch das Institut für Ur- und Frühgeschichte der Universität Erlangen statt.

## Untere Klause
Die Untere Klause wurde um 1860 bis auf geringe Reste der Sedimente ausgeräumt und in einen Bierkeller verwandelt. Sinterleisten an den Wänden markieren die ursprüngliche Sedimenthöhe. Bei Nachgrabungen durch das Erlanger Institut für Ur- und Frühgeschichte im Jahre 1960 konnten keinerlei archäologische Funde gemacht werden. Nur am Höhlenvorplatz wurden noch zwei Schichten angetroffen, wobei Steingeräte des Mittel- und Jungpaläolithikums sowie des Neolithikums vermischt an der Grenze zwischen den beiden Schichten gefunden wurden. Die aussagefähigsten Stücke hatten sich längs der Felswand in Karsttaschen erhalten.
1962 fand ein Sammler in einer der Felsnischen ein stark s-förmig gekrümmtes Schlüsselbeinfragment, für das durch Thomas Rathgeber das Kürzel „Neuessing 3“ vergeben wurde und das möglicherweise einem Neandertaler zuzuschreiben ist.

## Klausennische

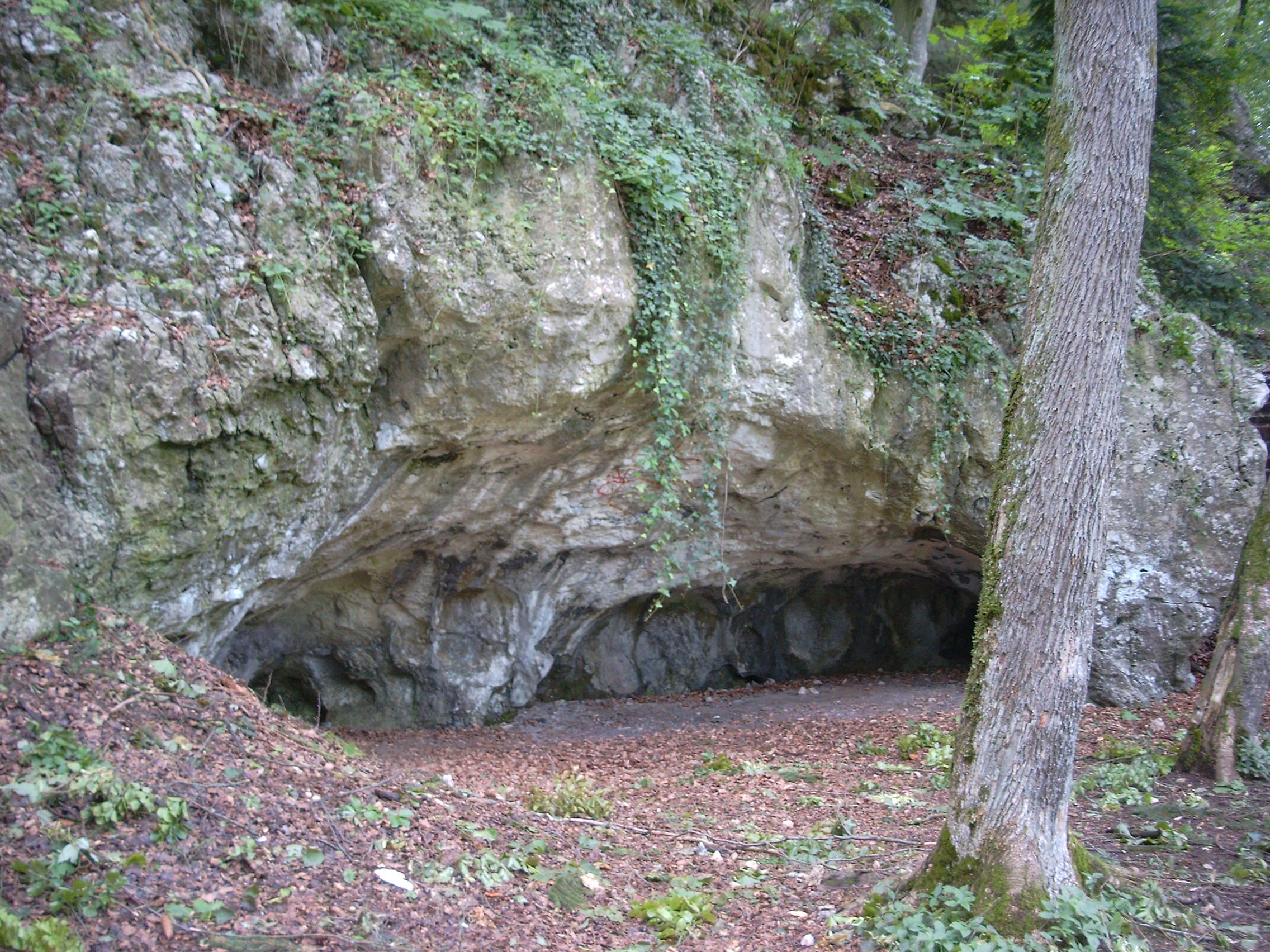
Klausennische, Altmühltal, Bayern

In dem heute 4,70 Meter breiten und bis 2,70 Meter hohen Abri wurde 1860 ein Biergarten eingerichtet. Dabei ging ein Großteil der Fundschichten verloren. Von den beiden oberen Schichten konnten nur noch geringe Reste untersucht werden. Sie enthielten Funde aus der Jungsteinzeit (Schicht 1) und einer nicht mehr näher datierbaren Phase des Jungpaläolithikums (Schicht 2). Unter einem schmalen Moustérien-Horizont (Schicht 3) folgte ein graugelber Lehm mit zahlreichen Artefakten, Tierknochen und Feuerstellen, die von Ferdinand Birkner zunächst ins Acheuléen gestellt und als „Klausennischenkultur“ bezeichnet wurde (Schicht 4). Ein fundleerer roter Lehm schließt die Schichtenfolge nach unten ab.
In der Hauptfundschicht – der graugelben Lehmschicht 4 – wurden während der Grabungen im Herbst der Jahre 1912 und 1913 verschiedene Micoquekeile gefunden (damals noch Acheuléen-Keile genannt), außerdem Faustkeile, viele Faustkeilblätter, Keilmesser, wenige Blattspitzen und verschiedene Schaber, von denen viele aus Plattensilex hergestellt sind. Dieser Komplex wurde von Gerhard Bosinski anhand der zahlreichen Keilmesser dem Micoquien vom „Typ Klausennische“ zugeordnet und in eine frühe Phase der Würm-Kaltzeit gestellt. Die Tierwelt der Fundschicht ist kaltzeitlich, es kommen z. B. Wollhaarmammut, Wollnashorn und Wildpferd vor.
Ein menschlicher Zahn – gemäß Grabungsbericht aus Ablagerungen des Riß-Würm-Interglazials stammend – wurde 1936 von Wolfgang Abel als erster rechter oberer Milchschneidezahn eines Neandertalerkindes bestimmt. Der Zahn liegt nur fragmentarisch vor, die Wurzel fehlt. Er sei im unmittelbaren Umfeld von „Acheuléen-Blattspitzen“ gefunden worden, was in der damaligen Terminologie sowohl für schlanke Faustkeile, Faustkeilblätter oder auch Keilmesser stehen kann. Der Zahn (Kürzel: Neuessing 1) wird einerseits als „seit dem Krieg verschollen“ bezeichnet, andererseits noch in den 1960er Jahren von Erhard Schoch als in seiner Sammlung befindlich geführt. Diese Aussage wird durch eine nur bei Schoch abgebildete Röntgenaufnahme des Zahns bestätigt; der Verbleib des Fossils nach Auflösung der Privatsammlung ist dennoch unklar.

## Mittlere Klause

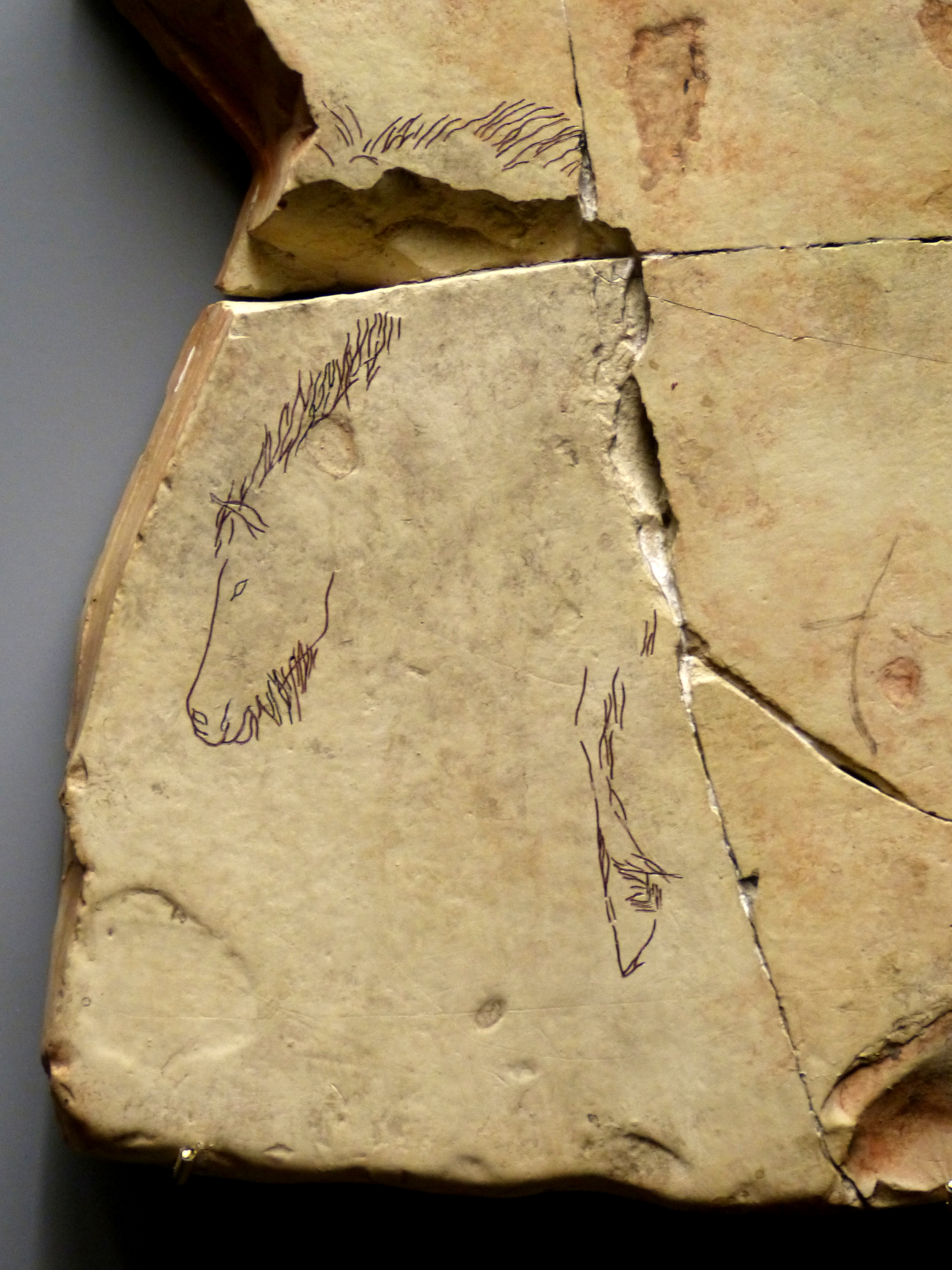
Gravierung eines Pferdes aus der Klausenhöhle, Archäologische Staatssammlung München; fotografiert im ehemaligen Niederbayerischen Archäologiemuseum Landau an der Isar.

Die Mittlere Klause ist eine 21 Meter lange und 18 Meter breite, niedrige Halle, deren Wände durch mehrere Nischen gegliedert sind. Von den Grabungen durch Fraunholz und das Institut de Paléontologie Humaine ist die Kulturabfolge überliefert, wobei nicht außer Acht gelassen werden darf, dass die Schichten weitgehend vermischt waren. In der obersten Schicht lagen Funde der Jungsteinzeit. Es folgt ein graubrauner Lehm mit einem vielleicht zweiphasigen Magdalénien. Der Fundkomplex enthält neben der üblichen Silexindustrie eine einreihige Harpune, Knochenspitzen mit doppelt abgeschrägter Basis, eine Nadel, gravierte Elfenbeinplättchen und Kalkplatten mit roten Farbspuren sowie eine Kalkplatte mit der Gravierung eines Pferdes und einen skulptierten Lochstab mit Bisonkopf en face.
Die schön gearbeiteten Blattspitzen aus der Höhle stellte man ursprünglich in das Solutréen. Nach heutiger Erkenntnis handelt es sich jedoch um Blattspitzen des späten Mittelpaläolithikums. Das Mittelpaläolithikum ist weiterhin mit gekerbten und gezähnten Stücken, wenigen Schabern und Faustkeilen vertreten.
Ein Teil der Funde, darunter eine Stielspitze, stammt aus dem Gravettien, was durch die Radiokohlenstoffdatierung eines bearbeiteten Knochens aus der Oberen Klause auf 24.680 ± 360 BP bestätigt wurde.

### Jungpaläolithische Bestattung
Am 4. Oktober 1913 stießen Obermaier, Wernert und Birkner bei den Grabungen etwa in der Mitte der Höhle auf eine Grabgrube, die etwa 20 cm tief intrusiv in die ältere Moustérienschicht eingetieft war. In eine dichte Rötelpackung eingebettet wurde ein relativ vollständiges männliches Skelett eines anatomisch modernen Menschen (Cro-Magnon-Mensch) gefunden, das im Fossilkatalog als „Neuessing 2“ geführt wird. Das handgeschriebene Protokoll der Auffindung ist von Obermaier, Wernert und Birkner unterzeichnet, die einzige Publikation zu den Fundumständen erfolgte durch Birkner. Demnach lag der Tote mehr als 50 cm unter dem Niveau des Höhlenbodens zur Zeit der Ausgrabung. Für die Niederlegung wurde eine Felsspalte gewählt. Die oberen 30 cm der aufliegenden Schichten enthielten neolithisches Fundmaterial, die darunter liegenden 20 cm ein „unverwühltes Magdalénien“ mit „Moustérien-Einschlag“ (Zitate aus dem Protokoll). Im Liegenden schloss sich eine 60–70 cm mächtige Schicht aus rotbraunem Lehm mit einzelnen mittelpaläolithischen Funden an. Spätere Angaben zu den Schichtmächtigkeiten sind teilweise davon abweichend. Die Magdalénienschicht wurde von den Ausgräbern als Terminus ante quem der Bestattung bewertet, da die Graboberfläche zu dieser Zeit durch die „Madeleineleute“ bereits leicht verwühlt worden sei. Dabei sei das distale Ende der Ulna nach oben gerissen und entsprechend der Magdalénien-Schicht grau eingefärbt worden.
Mittels Radiokarbondatierung an einem Wirbelknochen wurde das Alter des Grabes mit 18.590 ± 260 BP (14C-Jahre) bestimmt (Labor-Nr. OxA-9856). Das entspricht (nach CalPal online) einem kalibrierten Alter von 20.269 ± 439 v. Chr. Damit datiert es noch vor den Beginn des Magdaléniens in Mitteleuropa und ist zugleich die älteste Bestattung Deutschlands sowie der früheste Fossilbeleg anatomisch moderner Menschen in Bayern. Der zum Todeszeitpunkt etwa 30–40 Jahre alte Mann war in Süd-Nord-Richtung, vom Becken abwärts in gestreckter Rückenlage bestattet. Der Rumpf mit dem Kopf im Süden war auf die linke Seite gedreht, so dass die „Blickrichtung“ des Schädels nach Westen wies. Der linke Arm war an den Körper angelegt, während der rechte Unterarm angewinkelt über dem Becken lag.
Die Bestattung war in eine mächtige Packung aus Rötel eingehüllt, was im Jungpaläolithikum als typische Bestattungssitte bekannt ist. Unter und über dem Schädel fand man brekzienartig verbackene Stoßzahnbruchstücke vom Mammut, während der Oberkörper auf einer unregelmäßigen Steinpackung lag. Die Steine unter dem Oberkörper waren dort auf natürliche Weise abgelagert worden, sie wurden nicht von Menschen angeordnet. Das Sediment der Grabgrube war fundfrei. Es wird angenommen, dass es sich um den unteren Teil des Aushubes aus der Spaltenfüllung handelt. Direkt der Bestattung zuzuordnende Beigaben fehlten, auch wenn von Ferdinand Birkner eine beidflächig flächenretuschierte Spitze mit der Bestattung in Verbindung gebracht wurde. Erst bei einer späteren Durchsicht wurde ein Knochenartefakt („Glätter“) aus der Rippe eines Huftiers erkannt, das der Bestattung zugewiesen wird. Das größere der beiden Bruchstücke weist entsprechende Rötelspuren aus der Grabgrube auf.
Der Anthropologe Wilhelm Gieseler zielte infolge mehrerer Defekte in den Gelenkbereichen zunächst auf eine Interpretation als Kannibalismus, da er von einem bewussten Aufschlagen der Knochen zur Entnahme des Knochenmarks ausging. Dem widerspricht eine neue Analyse, die keine Einwirkungen durch Werkzeuggebrauch feststellen konnte. Daher kann die Vermutung, es handele sich um eine Sekundärbestattung, nach den neuen Untersuchungen ausgeschlossen werden. Auch das Auffindungsprotokoll verwies auf Beschädigungen durch Steindruck und eine teilweise selektive Bergung der Skelettreste, zum Beispiel im Bereich des Brustkorbes. Das Fehlen von Skelettelementen hat daher offenbar bergungsbedingte Ursachen und ist nicht Folge einer Umbettung zur Zeit des Jungpaläolithikums.
Mitteleuropa war im letzten Kältemaximum sehr dünn besiedelt. Zu den wenigen zeitgleichen Fundplätzen gehören Wiesbaden-Igstadt und der Grubgraben bei Kammern (Niederösterreich).

## Obere Klause

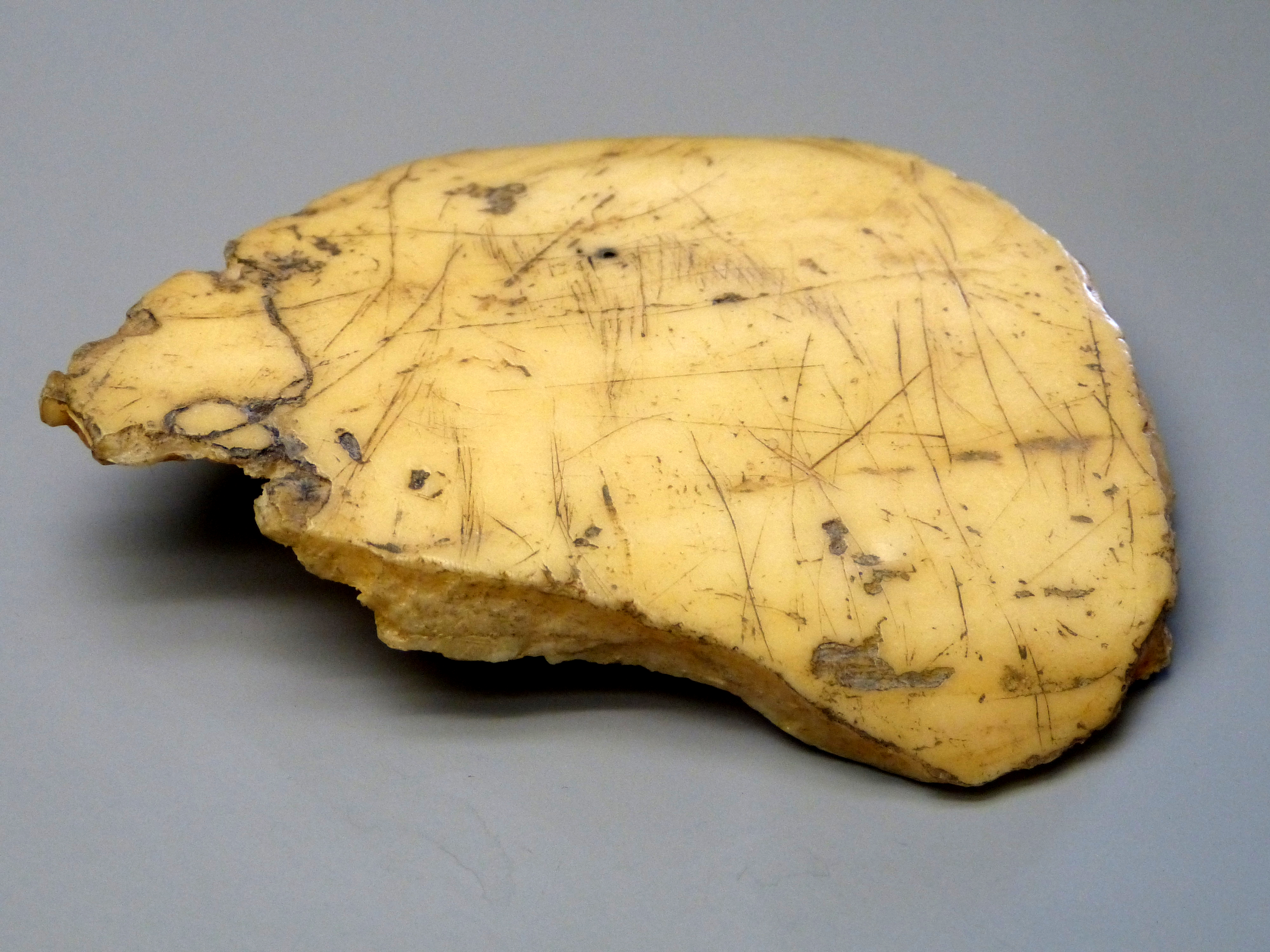
Ritzzeichnung eines Mammuts aus der Klausenhöhle, Archäologische Staatssammlung München; fotografiert im ehemaligen Niederbayerischen Archäologiemuseum Landau an der Isar.

Der 27 Meter lange, 15,5 Meter breite und bis 5 Meter hohe Saal gehört zu den eindrucksvollsten Höhlenräumen der Altmühlalb. Aus Schichten des Oberen Magdalénien gibt es einreihige Harpunen, verschiedene Knochenspitzen, drei Lochstäbe, Nadeln, verschiedene Elfenbeingegenstände, Steingeräte und durchbohrte Tierzähne. Außerdem wurden mehrere mit roten Punktreihen verzierte Kalkplatten gefunden, was ein typisches Verzierungselement des späten Magdaléniens ist. Vergleichbare Funde in Süddeutschland gibt es aus dem Hohlen Felsen bei Schelklingen und aus der „Kleinen Scheuer“, der mittleren Halbhöhle des Hohlensteins. Große Zahlen solcher rot gepunkteten Steine gibt es in Birseck (Schweiz) und Mas d’Azil (Südfrankreich).
Ein Mammutstoßzahnfragment mit der Ritzzeichnung eines Mammuts gehört wahrscheinlich ebenfalls in das Magdalénien. Das Moustérien der unteren Schicht mit diversen Schabern ordnete Gerhard Bosinski seinem „Inventartyp Kartstein“ zu.